# Bob Einstein
Robert (Bob) Einstein (Los Angeles, 20 november 1942 – Indian Wells, 2 januari 2019) was een Amerikaanse acteur en komedieschrijver. Hij is vooral bekend door zijn vertolking van de stuntman Super Dave Osborne.

## Loopbaan
Einstein begon te werken als schrijver bij The Smothers Brothers Comedy Hour, waarvoor hij een Emmy Award won. In het schrijversteam zat, onder andere, ook Steve Martin. Einstein was ook te zien in die show als Officer Judy. Daarnaast verscheen hij in Mr. Rogers Neighborhood met Fred Rogers.
Zijn bekendste personage, Super Dave Osborne was voor het eerst te zien in The John Byner Comedy Hour, een Amerikaanse televisieserie uit 1972. Daarna was hij als Super Dave te zien in onder andere de televisieserie Bizarre en regelmatig te gast bij Late Night with David Letterman. In 1987 kreeg hij met Super Dave zijn eigen show Super Dave, in 1992 zijn eigen tekenfilmserie Super Dave: Daredevil for Hire en in 2000 de film The Extreme Adventures of Super Dave.
Volgend op zijn succes als Super Dave, had hij rollen als Marty Funkhouser in Curb Your Enthusiasm en als Larry Middleman in het derde seizoen van Arrested Development. Hij was ook te zien in de show Crank Yankers als Tony Deloge. In Ocean's Thirteen was Einstein te zien als Bobby Caldwell.
Bob Einstein is een oudere broer van acteur Albert Brooks.